# Frank Hsieh
Frank Chang-ting Hsieh (chiń. upr. 谢长廷; chiń. trad. 謝長廷; pinyin Xiè Chángtíng; ur. 18 maja 1946 w Dadaocheng) – polityk tajwański.
Pochodzi z grupy etnicznej Hoklo. Studiował prawo na Tajwańskim Uniwersytecie Narodowym w Tajpej oraz na uniwersytecie w Kioto. Od 1969 roku prowadził praktykę adwokacką. W latach 1981–1988 zasiadał (przez dwie kadencje) w radzie miejskiej Tajpej, a 1989–1995 w Yuanie Ustawodawczym. W 1996 był kandydatem na wiceprezydenta Tajwanu z ramienia Demokratycznej Partii Postępowej (na prezydenta kandydował Peng Ming-min); tandem Peng i Hsieh uzyskał 21% poparcia.
W 1986 roku należał do współzałożycieli Demokratycznej Partii Postępowej, w latach 2000–2002 był przewodniczącym partii. W 1998 roku został wybrany na burmistrza miasta Kaohsiung, którym był przez następne 7 lat. W styczniu 2005 roku prezydent Chen Shui-bian powołał go na stanowisko premiera. W styczniu 2006 roku Hsieh podał się do dymisji. W tym samym roku bezskutecznie ubiegał się o urząd burmistrza Tajpej. W DPP znany był jako polityk umiarkowany i pragmatyczny, odcinający się od głównego nurtu partii, stawiającego sobie za nadrzędny cel ogłoszenie przez Tajwan niepodległości.
W 2008 roku był kandydatem DPP w wyborach prezydenckich, przeciwko Ma Ying-jeou z Kuomintangu.
W październiku 2012 roku, jako pierwszy w historii wysoki polityk DPP, odwiedził Chińską Republikę Ludową. 5-dniowa podróż miała charakter prywatny.